# Pärnäsaari (ö i Mellersta Finland)
Pärnäsaari är en ö i Finland. Den ligger i sjön Päijänne och i kommunen Jyväskylä i den ekonomiska regionen  Jyväskylä ekonomiska region  och landskapet Mellersta Finland, i den södra delen av landet, 200 km norr om huvudstaden Helsingfors. Öns area är 28,7 hektar och dess största längd är 0,9 kilometer i sydöst-nordvästlig riktning.